# Gizmodo媒体集团
Gizmodo媒體集團曾是一家線上媒體公司和部落格網路，過去由Univision旗下的Fusion Media Group營運。此集團由高客傳媒在2016年破產時，旗下資產被收購後重組而來。  2019年4月，此集團和洋蔥報被出售给了私募基金Great Hill Partners，後者將他們整併成為G/O Media。 

## 歷史

### Univision收購
2016年6月10日，高客傳媒在Bollea v. Gawker訴訟後，因1.15億美元的損害賠償與2500萬美元的懲罰性賠償，進入美國破產法第十一章破產程序。 
2016年8月16日，Univision Communications以1.35億美元購入了八卦網站高客以外的高客傳媒資產，並將公司改組為Gizmodo媒體集團。 

### 發展
2017年7月7日，收購Very Smart Brothas。
2017年9月，Gizmodo媒體集團的第一個子品牌Earther發布。
2017年12月，宣布與特萊維薩集團的合作，為旗下的網站製作西班牙語版本。

### 困境與出售
2018年5月8日，Gizmodo媒體集團Special Projects Desk指出Univision內部存在許多問題。
2018年7月10日，Univision宣布將會探索出售Gizmodo媒體集團與洋蔥報的選項。
2019年4月8日，Gizmodo媒體集團與洋蔥報以18.9億美元出售給Great Hill Partners的交易完成，成為G/O Media。